# کرکس (فیلم ۱۹۸۱)
کرکس (انگلیسی: The Vulture) فیلمی است که در سال ۱۹۸۱ منتشر شد.